# 다케시타 내각 (개조)
다케시타 개조내각(일본어: 竹下改造内閣)은  다케시타 노보루가 제74대 내각총리대신으로 임명되어, 1988년 12월 27일부터 1989년 6월 3일까지 존재한 일본의 내각이다.
다케시타 내각의 개조내각이다.

## 개요
1988년 12월 24일, 소비세 도입을 골자로 한 세제 개혁 법안이 성립했다. 그리고 리크루트 사건의 영향 때문에 전임 다케시타 내각의 일부 각료가 책임을 추궁받는 상황도 속출했다. 그래서 마음을 일신하기 위해 내각 개조를 단행한 끝에 발족한 새로운 내각이 ‘다케시타 개조내각’이다. 하지만 겨우 한달 사이에 리크루트와의 부적절한 금전 문제로 궁지에 몰린 두 명의 각료(하세가와 다카시, 하라다 겐)가 사임했다.
또한 이듬해 1989년 1월 7일에는 쇼와 천황이 사망했고 그의 아들이자 황태자였던 아키히토가 황위를 계승했다. 다음날 1월 8일에 새로운 연호인 ‘헤이세이 원년’(平成元年)이 됐기 때문에 쇼와·헤이세이의 두 시대에 걸친 내각이 됐다. 결과적으로는 앞에서 말한 소비세 도입이나 리크루트 사건에 대한 여론의 거센 반발로 정권 말기에는 내각 지지율이 5% 전후로 나타내는 등 역사상 낮은 지지율을 기록했다. 1989년 6월 다케시타 내각에 대한 여론이 급속도로 악화돼 숱한 비난을 받고 퇴진으로 몰리게 되자, 결국 내각은 총사퇴했고 우노 소스케가 이끄는 우노 내각으로 이어지게 됐다.
다케시타 개조내각 시대의 주요 사건은 다음과 같다.
- 쇼와 천황의 장례식 거행(1989년 2월 24일)
- 소비세의 도입(1989년 4월 1일)

## 국무대신
| 직책                  | 성명 | 성명                | 소속                           | 비고                               |
| --------------------- | ---- | ------------------- | ------------------------------ | ---------------------------------- |
| 내각총리대신          |      | 다케시타 노보루     | 중의원 자유민주당 (다케시타파) |                                    |
| 법무대신              |      | 하세가와 다카시     | 중의원 자유민주당 (아베파)     |                                    |
| 법무대신              |      | 다카쓰지 마사미     | 비 국회의원                    |                                    |
| 외무대신              |      | 우노 소스케         | 중의원 자유민주당 (나카소네파) |                                    |
| 대장대신              |      | 무라야마 다쓰오     | 중의원 자유민주당 (미야자와파) |                                    |
| 문부대신              |      | 니시오카 다케오     | 중의원 자유민주당 (미야자와파) | 국립국회도서관 연락조정위원회 위원 |
| 후생대신              |      | 고이즈미 준이치로   | 중의원 자유민주당 (아베파)     | 연금 문제 담당                     |
| 농림수산대신          |      | 하타 쓰토무         | 중의원 자유민주당 (다케시타파) |                                    |
| 통상산업대신          |      | 미쓰즈카 히로시     | 중의원 자유민주당 (아베파)     |                                    |
| 운수대신              |      | 사토 신지           | 중의원 자유민주당 (다케시타파) | 신도쿄 국제공항 문제 담당          |
| 우정대신              |      | 가타오카 세이이치   | 중의원 자유민주당 (나카소네파) |                                    |
| 노동대신              |      | 니와 효스케         | 중의원 자유민주당 (고모토파)   |                                    |
| 건설대신              |      | 오코노기 히코사부로 | 중의원 자유민주당 (나카소네파) |                                    |
| 건설대신              |      | 다케시타 노보루     | 중의원 자유민주당 (다케시타파) |                                    |
| 자치대신              |      | 사카노 시게노부     | 참의원 자유민주당 (다케시타파) |                                    |
| 국가공안위원회 위원장 |      | 사카노 시게노부     | 참의원 자유민주당 (다케시타파) |                                    |
| 내각관방장관          |      | 오부치 게이조       | 중의원 자유민주당 (다케시타파) |                                    |
| 총무청 장관           |      | 가네마루 사부로     | 참의원 자유민주당              |                                    |
| 홋카이도 개발청 장관  |      | 사카모토 지카오     | 참의원 자유민주당 (고모토파)   |                                    |
| 오키나와 개발청 장관  |      | 사카모토 지카오     | 참의원 자유민주당 (고모토파)   |                                    |
| 방위청 장관           |      | 다자와 기치로       | 중의원 자유민주당 (미야자와파) |                                    |
| 경제기획청 장관       |      | 하라다 겐           | 중의원 자유민주당 (다케시타파) |                                    |
| 경제기획청 장관       |      | 아이노 고이치로     | 중의원 자유민주당 (다케시타파) |                                    |
| 과학기술청 장관       |      | 미야자키 모이치     | 중의원 자유민주당 (미야자와파) |                                    |
| 환경청 장관           |      | 아오키 마사히사     | 중의원 자유민주당 (나카소네파) |                                    |
| 국토청 장관           |      | 우쓰미 히데오       | 중의원 자유민주당 (다케시타파) |                                    |

## 내각관방부장관·내각법제국 장관
| 직책            | 성명            | 주요 경력                       |
| --------------- | --------------- | ------------------------------- |
| 내각관방부장관  | 오자와 이치로   | 중의원 / 자유민주당(다케시타파) |
| 내각관방부장관  | 이시하라 노부오 | 전 자치 사무 차관               |
| 내각법제국 장관 | 미무라 오사무   | 전 도쿄 고등검찰청 검사장       |

## 정무 차관
전임 내각의 정무 차관이 1988년 12월 28일에 퇴임했고 같은 날에 신임 정무 차관을 임명했다.
- 법무 정무 차관 - 소에타 마스타로
- 외무 정무 차관 - 마키노 다카모리
- 대장 정무 차관 - 오타 세이이치·요시무라 마코토
- 문부 정무 차관 - 아소 다로
- 후생 정무 차관 - 모미야마 아키라
- 농림 수산 정무 차관 - 사사야마 다쓰오·미즈타니 쓰토무
- 통상 산업 정무 차관 - 오쿠다 미키오·데구치 히로미쓰
- 운수 정무 차관 - 가메이 요시유키
- 우정 정무 차관 - 다니가키 사다카즈
- 노동 정무 차관 - 미야지마 히로시
- 건설 정무 차관 - 노나카 히로무
- 자치 정무 차관 - 마쓰다 구로
- 총무 정무 차관 - 가토 다쿠지
- 홋카이도 개발 정무 차관 - 구도 마사미
- 방위 정무 차관 - 에노모토 와헤이
- 경제 기획 정무 차관 - 이마에다 노리오
- 과학 기술 정무 차관 - 요시카와 요시오
- 환경 정무 차관 - 이시이 이치지
- 오키나와 개발 정무 차관 - 데라우치 히로코
- 국토 정무 차관 - 사쿠라이 신

## 참고 문헌
- 하타 이쿠히코 편 《일본 관료제 종합 사전 : 1868 ~ 2000》(도쿄 대학 출판회, 2001년)